# SsangYong Tivoli
La SsangYong Tivoli è un'autovettura di tipo crossover SUV prodotto dalla casa automobilistica sudcoreana SsangYong Motor Company a partire dal 2015.

## Il contesto
Si tratta della prima auto realizzata dalla casa coreana dopo esser stata acquisita dalla Mahindra & Mahindra, lo sviluppo partì nel 2011 e duró 42 mesi e l’intero progetto (codice X100) è costato oltre 270 milioni di euro. La vettura prende il nome di Tivoli, cittadina del Lazio, ed è stato scelto in quanto è anche una parola bifronte leggibile al contrario come "I lov it" (in italiano Io lo amo). Questo crossover SUV compatto è disponibile in differenti configurazioni tecniche: ha motori da 1,6 litri di cilindrata, sia a benzina che a gasolio, è disponibile a trazione anteriore o integrale, oltre che con cambio manuale si può avere anche con cambio automatico. Il telaio è monoscocca in acciaio con sospensioni anteriori a ruote indipendenti con schema MacPherson e posteriori a ruote interconnesse con un ponte torcente sui modelli a trazione anteriore, o multilink a ruote indipendenti sulle versioni a trazione integrale.
Nel novembre 2017 viene presentato il Model Year 2018 che aggiorna la gamma introducendo il Forward Collision Warning con frenata automatica d'emergenza e riconoscimento pedoni e ciclisti, inoltre vengono introdotti nuovi fendinebbia a LED.
Si può scegliere la Tivoli in 3 allestimenti e in 13 colori esterni, di cui 5 "bi-colore", con il tetto della vettura verniciato con tinta a contrasto rispetto a quella della carrozzeria.
Le 3 versioni disponibili sono:
- Start: 6 airbag, ESP, climatizzatore manuale, alzacristalli elettrici, sistema monitoraggio pressione degli pneumatici, cruise control, luci diurne a LED, ruote con cerchio da 16 pollici in acciaio.
- Go: in aggiunta all'allestimento "Start", presenta: airbag per le ginocchia del conducente, cerchi in lega da 16", radio integrata con prese USB e Bluetooth, comandi radio e telefono al volante, sedili rivestiti di tessuto tecnico.
- Be: oltre agli accessori della versione "Go", è dotata di: sedili rivestiti di tessuto "Deluxe" con colore a scelta, cerchi in lega da 18 pollici, display touch screen da 7" con radio e telecamera posteriore per il parcheggio, climatizzatore automatico bi-zona, spoiler posteriore e vetri oscurati. Questo allestimento può essere arricchito dai pacchetti "Cool", "Hot" e "Visual", che comprendono anche gli interni in pelle, il tetto apribile, fanali con tecnologia "bi-xeno" e accesso all'auto senza chiave. Disponibili come optional la vernice metallizzata e il navigatore satellitare.

La Tivoli ha vinto il Family Car of the Year 2016 della VAB in Belgio, nonostante in Belgio la SsangYong sia un marchio quasi sconosciuto, infatti occupa solo il 0,13% delle vendite.

## Restyling 2019

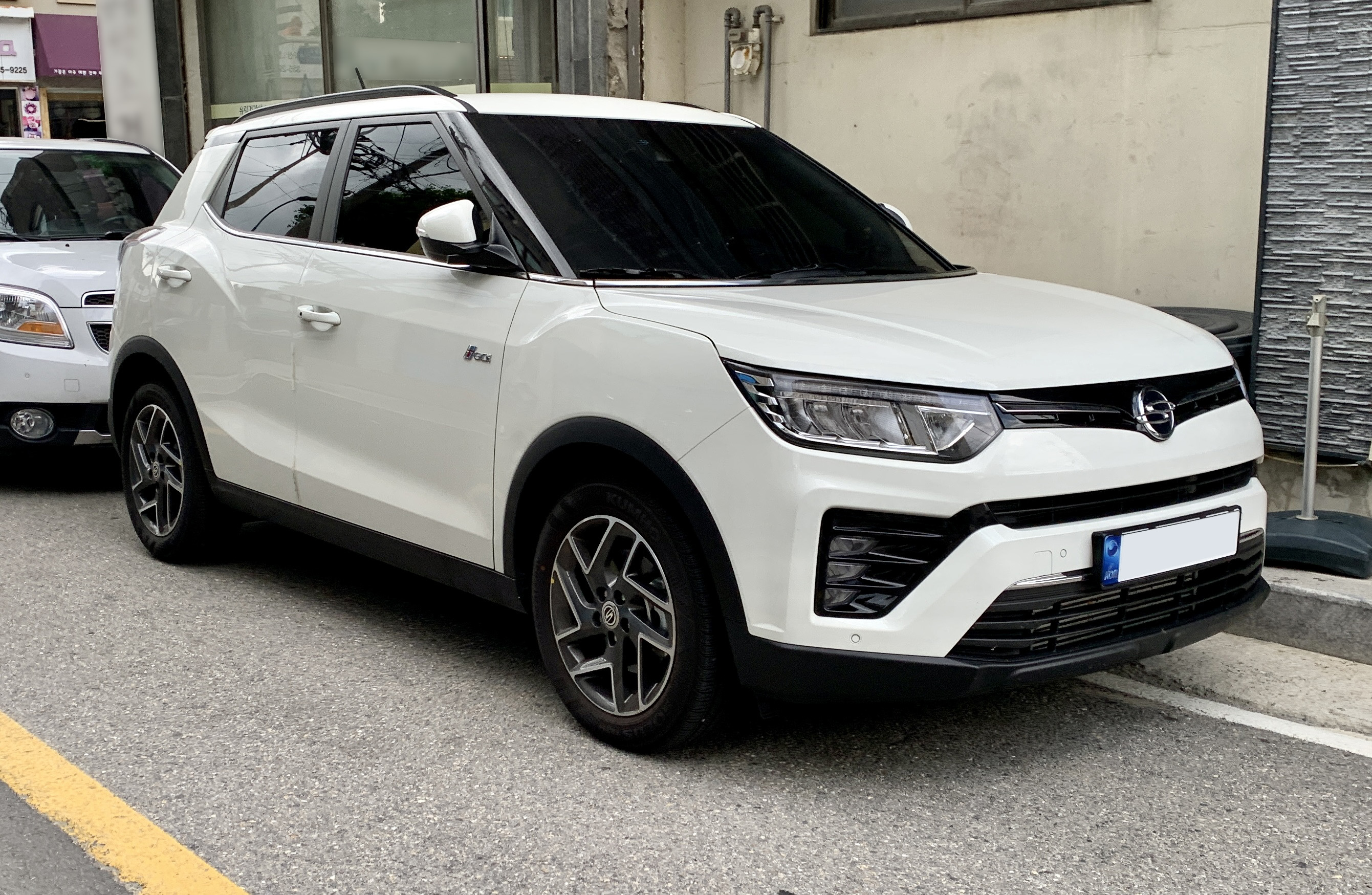
Tivoli restyling (X150)

Nel maggio 2019, SsangYong ha rilasciato un comunicato stampa con una immagine teaser che anticipava il restyling della Tivoli. La presentazione ufficiale della vettura avviene 4 giugno in Corea del Sud mentre in Europa sbarca solo dal settembre dello stesso anno dopo l’anteprima europea al salone di Francoforte. Con il restyling (codice progetto X150) la Tivoli ha ricevuto un nuovo frontale ridisegnato con proiettori a LED inediti, fendinebbia anch’essi a LED, nuova calandra e nuova grafica per fanali posteriori. La plancia interna è del tutto inedita e debutta il nuovo quadro strumenti digitale da 10,25 pollici e un sistema di infotainment centrale touchscreen da 9,0 pollici compatibile con Apple CarPlay e Android Auto. La dotazione di dispositivi di sicurezza viene arricchiti dal pacchetto ADAS con mantenimento di corsia attivo, frenata automatica d'emergenza, il rilevatore di stanchezza del conducente, avvisatore veicoli in fase di sorpasso, rilevamento pedoni e ciclisti e gli abbaglianti automatici. La gamma motori viene composta dal nuovo 1.5 T-GDI benzina quattro cilindri iniezione diretta da 163 CV e il diesel 1.6 e-XDI common rail da 136 CV entrambi dotati di filtro antiparticolato, con il diesel che aggiunge il sistema di riduzione catalitica selettiva (SCR) che richiede l’AdBlue per ridurre le emissioni di ossidi di azoto (NOx).
Entrambi i motori sono associati a un cambio manuale a sei marce o ad un cambio automatico sei marce Aisin.
Nel maggio 2020 la gamma motori viene arricchita con il propulsore benzina 1.2 quattro cilindri turbo dotato di iniezione diretta e filtro antiparticolato GPF erogante 128 cavalli e 230 Nm di coppia massima e abbinato ad una cambio manuale a 6 rapporti. Il 1.2 turbo è omologato Euro 6D-Temp.

## SsangYong XLV

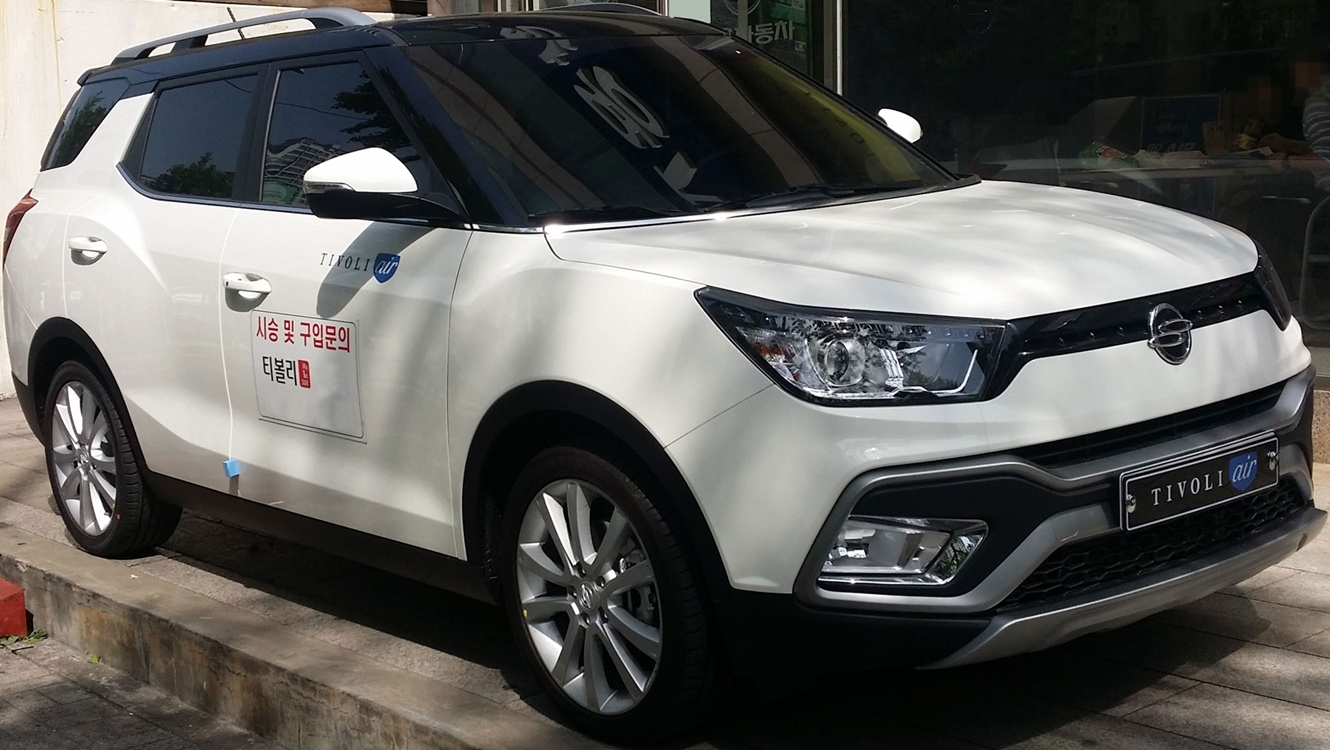
La versione XLV

Anticipata dall’omonima concept car esposta al salone dell'automobile di Ginevra nel marzo 2014 la versione XLV della Tivoli viene prodotta dal 2016. Rispetto al modello Tivoli normale, la versione ampliata presenta una lunghezza di 24 cm e un bagagliaio con una capacità di 720 litri. Essa condivide la meccanica con la Tivoli, inclusi i motori benzina e diesel da 1.6 litri. L’abitacolo è concepito per ospitare fino a 5 passeggeri e, sul fronte estetico, si distingue per paraurti dal design rinnovato, dotati di prese d'aria più ampie e incorniciati da un elemento in plastica a forma di  “X” con effetto acciaio. Anche il design della coda e del portellone posteriore è stato specificamente studiato.
Nel 2016 la XLV viene sottoposta ai crash test Euro NCAP, ottenendo il punteggio complessivo di 4 stelle.